# Roundabout
A Roundabout a Yes 1971-ben kiadott száma, mely a Fragile című albumon jelent meg először. 1972-ben egy kislemezre került, melynek a B-oldalán a Long Distance Runaround szerepelt. A dal '72-ben a slágerlisták elejére került, s az egyik leghíresebb Yes-szám lett.
A dal később internetes mémmé vált.

## Megjelenése a populáris kultúrában
- A 2003-as Rocksuli című filmben Lawrence azt a tanácsot kapja, hogy tüzetesen tanulmányozza át a  számot, s ezáltal a zenei tudása is nőni fog.